# Gerda Gühlk
Gerda Gühlk (* 11. Mai 1920 in Butzbach, Hessen; † 16. Dezember 2003) war eine deutsche Politikerin und Abgeordnete der Hamburgischen Bürgerschaft für die SPD.

## Leben

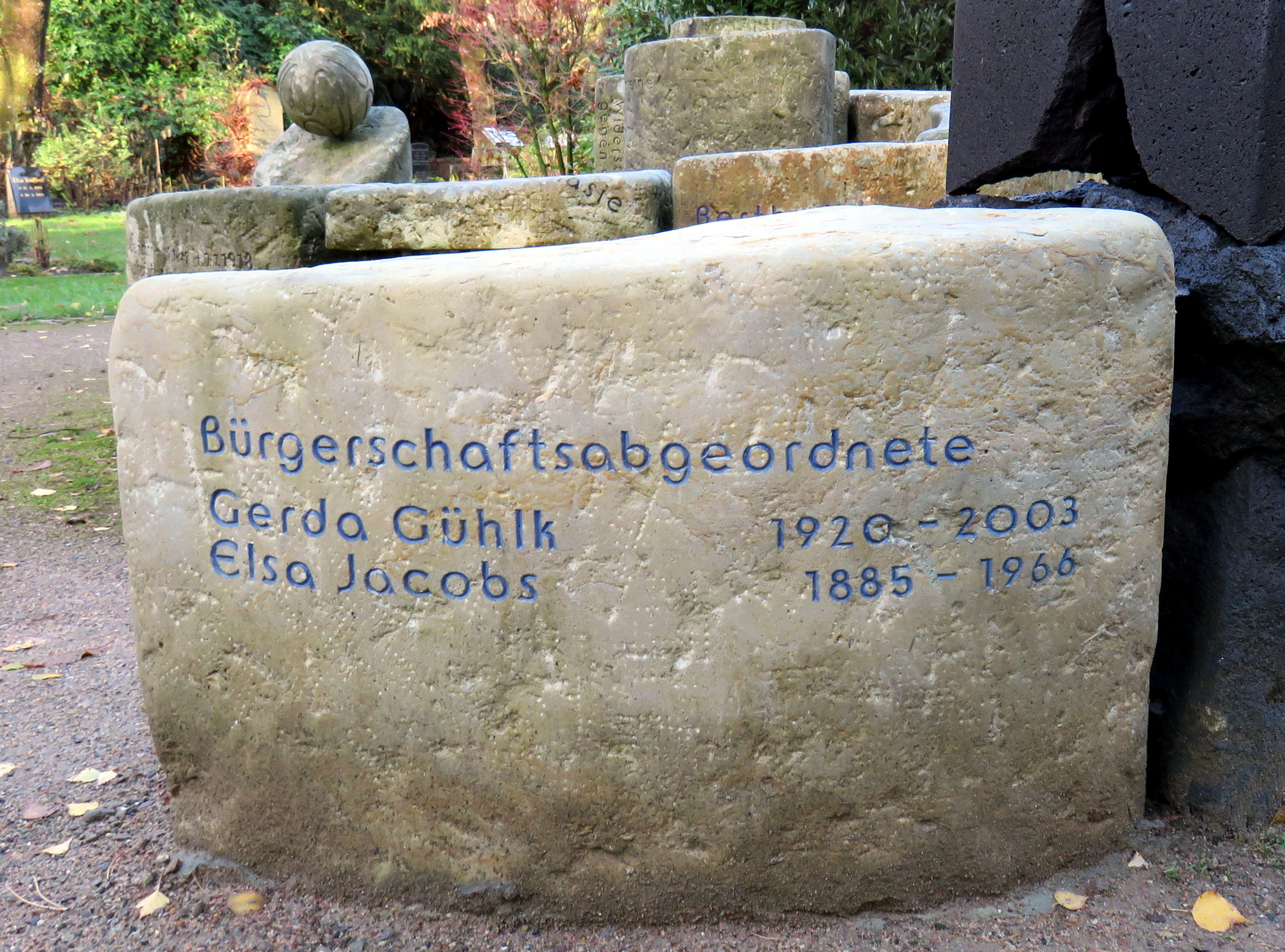
Erinnerungsstein im Garten der Frauen

Gerda Gühlk trat 1920 in die SPD ein. Sie übte verschiedene Funktionen in ihrer Partei aus, ehe sie von 1966 bis 1970 als Abgeordnete in die Hamburger Bürgerschaft einzog. Ihre Amtszeit in der folgenden Wahlperiode begann mit Verzögerung: im Mai 1970 rückte sie für den Abgeordneten Dieter Blötz nach, der für eine Anstellung im Bundesnachrichtendienst sein Mandat niedergelegt hatte.
Zum Zeitpunkt ihrer Wahl in das Feierabendparlament hatte Gerda Gühlk vier Kinder im Alter von fünfundzwanzig, vierundzwanzig, zwölf und sieben Jahren. In der Bürgerschaft arbeitete sie vor allem bei der Neufassung der Hamburger Bauordnung mit und in den Bereichen Haushaltspolitik und Strafrechtsreform. Als politischen Erfolg wertete sie die Initiative zum Thema Aufhebung der Verjährungsfrist für Mord (die Strafbarkeit bleibt erhalten) als Gesetzesvorlage für den Bundestag.
Am 9. Juni 1971 trat sie aus familiären Gründen als Abgeordnete zurück und nahm keine öffentlichen Aufgaben mehr wahr.
Für sie steht ein Erinnerungsstein im Garten der Frauen auf dem Friedhof Ohlsdorf in Hamburg. 